# Polygonum palaestinum
Polygonum palaestinum är en slideväxtart som beskrevs av Zoh.. Polygonum palaestinum ingår i släktet trampörter, och familjen slideväxter. Utöver nominatformen finns också underarten P. p. negevense.